# NGC 4892
NGC 4892 ist eine 13,8 mag helle Galaxie vom Hubble-Typ S0 im Sternbild Haar der Berenike, die etwa 264 Millionen Lichtjahre von der Milchstraße entfernt ist. Sie wurde am 11. April 1785 vom deutsch-britischen Astronomen Wilhelm Herschel mit einem 18,7-Zoll-Spiegelteleskop entdeckt, der sie dabei mit „faint“ beschrieb.